# Andilly (Dolina Oise)
Andilly – miejscowość i gmina we Francji, w regionie Île-de-France, w departamencie Dolina Oise.
Według danych na rok 1990 gminę zamieszkiwało 2116 osób, a gęstość zaludnienia wynosiła 784 osób/km² (wśród 1287 gmin regionu Île-de-France Andilly plasuje się na 473. miejscu pod względem liczby ludności, natomiast pod względem powierzchni na miejscu 833.).

## Klimat
| Miesiąc                                                                                         | Sty  | Lut  | Mar  | Kwi  | Maj  | Cze  | Lip  | Sie  | Wrz  | Paź  | Lis  | Gru  | Roczna |
| ----------------------------------------------------------------------------------------------- | ---- | ---- | ---- | ---- | ---- | ---- | ---- | ---- | ---- | ---- | ---- | ---- | ------ |
| Średnie temperatury w dzień [°C]                                                                | 7,0  | 8,2  | 12,2 | 15,8 | 19,3 | 22,6 | 25,1 | 25,1 | 21,1 | 16,2 | 10,7 | 7,5  | 15,9   |
| Średnie dobowe temperatury [°C]                                                                 | 4,7  | 5,3  | 8,3  | 11,2 | 14,6 | 17,8 | 20,1 | 20,1 | 16,6 | 12,7 | 8,1  | 5,2  | 12,1   |
| Średnie temperatury w nocy [°C]                                                                 | 2,3  | 2,3  | 4,5  | 6,7  | 10,0 | 13,1 | 15,1 | 15,0 | 12,1 | 9,2  | 5,4  | 2,9  | 8,2    |
| Opady [mm]                                                                                      | 57,2 | 48,0 | 49,8 | 47,8 | 66,5 | 61,9 | 59,9 | 57,8 | 60,0 | 60,1 | 60,4 | 74,9 | 694    |
| Średnia liczba dni deszczowych                                                                  | 11,3 | 9,8  | 10,0 | 8,8  | 10,0 | 8,6  | 8,1  | 8,2  | 7,9  | 10,1 | 10,8 | 12,3 | 116    |
| Średnie usłonecznienie [h]                                                                      | 59   | 92   | 140  | 198  | 218  | 211  | 241  | 215  | 179  | 112  | 69   | 62   | 1794   |
| Źródło: Météo-France (liczba dni z opadami dla wartości 1 mm, 1991–2020, wysokość 108 m n.p.m.) |      |      |      |      |      |      |      |      |      |      |      |      |        |